# Сибирски осояд
Сибирският осояд (Pernis ptilorhyncus) е вид птица от семейство Ястребови (Accipitridae). Има шест подвида. Среща се в Азия, като гнезди в южния, централния и източния Сибир и до Япония, а зимува в тропиците, от Арабския полуостров на запад, където е вагрант, до югоизточна Азия. Гнездата си гради често в близост до водни басейни като блата и реки или до поляни. В югоизточна Азия се среща до 1800 м надморска височина и предпочита гористи райони с открити места.
Храни се най-вече с ларвите на пчели и оси, които вади от кошери и медени пити.

## Описание
Сибирският осояд е малко по-едър от обикновения осояд, с дължина на тялото 55-65 см и размах на крилете 130-155 см, което му придава орлов вид в полет. Има леко удължени тилни пера, които образуват къса качулка, но тя е рядко видима.
При този вид съществува полов диморфизъм. Мъжкият има сиво-синя глава, а главата на женската е оцветена в кафяво. Тя е малко по-голяма и по-тъмна от тази мъжката. Мъжкият има черна опашка с бяла лента по нея. Мъжкият е с тъмно око, а женската - със светло.